# BSG Chemie Piesteritz

Logo der BSG Chemie Piesteritz

Die BSG Chemie Piesteritz war eine Betriebssportgemeinschaft im Wittenberger Ortsteil Piesteritz. Sie war vor allem durch ihre Handballabteilung bekannt, die insgesamt drei Spielzeiten in der DDR-Oberliga spielte. Die Fußballabteilung des Vereins konnte sich einmal für den FDGB-Pokal der DDR qualifizieren.

## Geschichte
Am 13. Mai 1949 wurde von den Piesteritzer Betrieben Stickstoffwerke und Gummiwerk die BSG Chemie Piesteritz gegründet. Die Betriebssportgemeinschaft bot eine breite Palette von Sportarten an, darunter Handball, Fußball und Turnen. 1950 konnte die Tischtennis-Abteilung der BSG die DDR-Meisterschaft der Herren gewinnen. Zudem gehörte der Rennrodler Walter Feist kurzzeitig der BSG an und konnte 1951 die DDR-Meisterschaft für die BSG gewinnen. Nach der deutschen Wiedervereinigung gründeten die Mitglieder der BSG Chemie Piesteritz den SV Grün-Weiß Wittenberg-Piesteritz als Nachfolgeverein.

## Abteilung Handball

### Geschichte
In der Spielzeit 1981/82 der DDR-Liga gewann die Mannschaft mit einem Punkt Vorsprung vor der BSG Stahl Eisenhüttenstadt die Staffel Nord der DDR-Liga und qualifizierte sich dadurch für die DDR-Oberliga. In der Spielzeit 1982/83 verpasste man den Klassenerhalt und musste gemeinsam mit Mitaufsteiger SG Dynamo Suhl-Mitte wieder absteigen. Nachdem die Mannschaft den direkten Wiederaufstieg verpasst hatte, gewann sie in der Saison 1988/89 mit einem Punkt Vorsprung vor der BSG ZAB Dessau die Staffel Nord der DDR-Liga und stieg erneut in die DDR-Handball-Oberliga auf. Durch den Rückzug der SG Dynamo Halle-Neustadt nach der Hinrunde reichte der Mannschaft aus Piesteritz in der Spielzeit 1989/90 der vorletzte Platz zum Klassenerhalt. Die Spielzeit 1990/91, die letzte Spielzeit der DDR-Oberliga, absolvierte die Mannschaft schon unter dem Namen SV Grün-Weiß Wittenberg-Piesteritz.
Spielstätte war die Stadthalle Wittenberg.

### Erfolge
- Aufstieg in die DDR-Oberliga: 1981/82, 1988/89
- DDR-Liga-Meister: 1981/82, 1988/89

## Abteilung Fußball

### Geschichte
Die Fußballmannschaft der BSG Chemie Piesteritz gehörte zu den Gründungsgemeinschaften der 1952 ins Leben gerufenen drittklassigen Bezirksliga Halle. Drei Jahre konnte sich die Mannschaft in der Bezirksliga halten, musste dann aber 1955 in die Bezirksklasse absteigen. Erst 1961 gelang die Rückkehr in die Bezirksliga, in der sich die BSG Chemie in den folgenden vier Spielzeiten behaupten konnte. Als nach Abschluss der Saison 1964/65 die Bezirksliga von zwei auf eine Staffel reduziert wurde, stieg Piesteritz mit Rang 12 erneut in die viertklassige Bezirksklasse ab. Nach dem Wiederaufstieg 1970 kehrte endlich Konstanz ein, und die Mannschaft konnte bis zum Ende des DDR-Spielbetriebs 1991 in der Bezirksliga den Klassenerhalt sichern. Ihr bestes Ergebnis erreichten die Chemiker in der Saison 1979/80, die sie mit Platz 2 abschlossen.
1976 feierten die Fußballer der BSG Chemie den größten Erfolg ihrer Geschichte, als sie nach einem 1:0-Sieg über die BSG Fortschritt Weißenfels den Fußballpokal des Bezirkes Halle gewannen. Damit hatten sie sich für die Teilnahme am DDR-Fußballpokal-Wettbewerb in der Saison 1976/77 qualifiziert. Dort schieden sie erst nach einem 2:2 nach Verlängerung im Elfmeterschießen mit 3:4 gegen den DDR-Ligisten TSG Gröditz in der 1. Hauptrunde aus.
Im Sommer 2001 schied die Fußballabteilung aus dem SV Grün-Weiß Wittenberg-Piesteritz aus und gründete am 16. Juli 2001 mit dem FC Grün-Weiß Piesteritz einen eigenen Verein.
Spielstätte der Fußballmannschaft war das Stadion im Volkspark im Ortsteil Piesteritz.

### Erfolge
- Bezirkspokalsieger Halle: 1975/76